# Sandra Lerner
Pour les articles homonymes, voir Lerner.
Sandra Lerner (née en 1955) est l'une des cofondatrices de l'entreprise Cisco Systems.

## Biographie
Elle est diplômée en informatique,. Elle cofonde l'entreprise Cisco Systems avec Leonard Bosack (son époux qu'elle a rencontré durant ses études à l'université Stanford). Elle quitte Cisco en 1990. La vente de ses actions la rend multi-millionnaire.
En 2014, son rôle de pionnière de l'informatique est reconnu par la « Women's Enterpreneurship Day Organization ».